# Erebia homogena
Erebia homogena är en fjärilsart som beskrevs av Wagner 1912. Erebia homogena ingår i släktet Erebia och familjen praktfjärilar. Inga underarter finns listade i Catalogue of Life.